# Ivan Stedman
Ivan Stedman (n. 13 aprilie 1895, City of Monash⁠(d), Victoria, Australia – d. 7 ianuarie 1979, Victoria, Australia) a fost un înotător ce a reprezentat Australia, medaliat olimpic. A participat la 2 ediții ale Jocurilor Olimpice (1920, 1924) în care a câștigat două medalii de argint.